# 伊武雅刀
伊武 雅刀（いぶ まさとう、1949年〈昭和24年〉3月28日 - ）は、日本の俳優、声優、ナレーター。東京都中野区野方出身。

## 来歴
1949年（昭和24年）に東京都で生まれ、旧日本国有鉄道職員だった父の転勤に伴い、当初は茨城県水戸市近く、その後は土浦市の官舎で暮らす。父は出世が早く、伊武が小学1年生の時に助役になった。父は「これなら独立してもやっていける」と日本国有鉄道退職後は水商売を始めてほとんど家に帰らず、それを見かねた母方の祖父が家族と同居。小学1年生の終わりに東京都中野区野方に転居。
私立東邦高等学校に進む。映画スターに憧れ、新聞で目にしたNHK名古屋放送局制作のテレビドラマ『高校生時代』（後の『中学生日記』）のオーディションを受け、同ドラマの1967（昭和42）年度放送分に森本レオと共に出演した。森本もこのドラマで俳優デビューしており、親交が深い。これが転機となり、本格的に俳優を志すため同校を中退して東京へ戻り、現代演劇協会付属現代演劇研究所「劇団雲」に入団。
しかし1年で同劇団を“ドロップアウト”し、今度は俳優小劇場の養成所に入るも、ここも半年で辞めてしまう。この当時、「君は声はいいけれど、声だけだな」と評価されるなど、声の魅力は弱冠20歳にして認められるものがあった。
その後、仲間と新たに旗揚げした劇団に移る。この頃はトイレ風呂共同の3畳一間に住んだり、痔を患いながら日雇いの工事現場で廃材を運ぶ肉体労働で生計を立てるなど苦しい生活を経験した。そんな折、渡辺貞夫のラジオ番組のパーソナリティのオーディションを受けたところ、本人はジャズなどの見識はなかったが声の良さを買われて合格、ラジオ出演とともにCMのナレーションの仕事なども入るようになった。以前は黒沢事務所、プロダクション・エムスリーにも所属していた。
プロダクションエム・スリーでの先輩にあたる堀勝之祐から勧められたことをきっかけに、1970年代は意欲的に声優の仕事にも取り組む。『宇宙戦艦ヤマト』シリーズのデスラー総統役が当たり役、かつ出世作となったほか、多数の洋画吹き替えにも出演したが、あくまでも声優業を行う理由は「稼ぐため」で、俳優への志は強く、当時の伊武にとって声優活動は本意ではなかったという。
1976年（昭和51年）末頃、ラジオの仕事で知り合った小林克也からラジオ番組への出演を持ちかけられる。これがラジオ大阪の桑原茂一プロデュースの番組「スネークマンショー」で、この中での小林との掛け合いによる、当時のタブーギリギリの過激な内容のコントがリスナーや放送業界内でも評判となった。この番組は後にTBSラジオほかJRN系列で全国ネットとなり、さらにYMOによってコントがレコードに収録されるに及び、音楽業界にまで一気に知名度が高まった。
1982年（昭和57年）『ウィークエンド・シャッフル』で映画デビューを果たす。
2002年（平成14年）10月 - 2009年（平成21年）3月にはラジオ番組『JET STREAM』の機長（パーソナリティ）を務め、初代パーソナリティ城達也のスタイルを踏襲した語り口で好評を博した。なお、伊武は当番組担当前に「スネークマンショー」において、本番組のパロディとして、「JET STRIP」のパーソナリティ“欲情達也”を演じた経験がある。

## 人物
趣味・特技は一人でフラッと旅をすること、レコード鑑賞、酒。
現在の「雅刀」という芸名の由来は、声優の井上瑤から伊武雅之時代に「名前の最後の字を2画の字にするといい」とアドバイスを受けたことによる。「刀」は時代劇にも将来出演したいことからちょうどいいと選んだという。
3人兄弟の長男で妹が2人いる。既婚者で娘がいる。

## 出演（俳優）

### テレビドラマ
- 高校生時代（1967年、NHK名古屋） - 生徒 役[16]
- 特別機動捜査隊（NET）
  - 第483話「俺は三船刑事だ」（1971年） - 辰夫 役
  - 第560話「放浪への脱出」（1972年） - 道夫 役
  - 第587話「雑草のような女」（1973年） - 古川勝己 役
- 忍法かげろう斬り 第23話「復讐の女豹」（1972年、関西テレビ） - 忍者 役
- ライオン奥様劇場「隣人戦争」（1979年、フジテレビ） - 住人 役
- 金曜日の妻たちへII、男たちよ、元気かい?（1984年7月、TBS） - 佐野一朗 役
- 名門私立女子高校（1984年11月2日 - 1985年1月25日、日本テレビ） - 鹿園圭一郎 役
- 銀河テレビ小説（NHK総合）
  - 暗闇のセレナーデ（1985年9月9日 - 10月9日） - 悠木比呂志 役
  - お入学（1987年） - 香山俊彦 役
- 火曜サスペンス劇場（日本テレビ）
  - 「たった独りのあなたのために」（1985年） - スタッフ 役
  - 「信州奥多摩殺人ライン」（1987年） - 刑事 役
  - 「取調室4」（1996年） - 大友達也 役
- 恋物語（1986年10月22日、TBS） - 矢野健介 役
- 土曜ワイド劇場「キャットショー連続殺人」（1987年、テレビ朝日） - 加藤獣医 役
- 大河ドラマ（NHK総合）
  - 花神（1977年） - 小林寅三郎 役
  - いのち（1986年） - 岩田剛造 役
  - 春日局（1989年） - 石田三成 役
  - 秀吉（1996年） - 黒田官兵衛 役
  - 徳川慶喜（1998年） - 山岡鉄太郎 役
  - 風林火山（2007年） - 太原雪斎 役
  - 軍師官兵衛（2014年） - 千利休 役
  - 西郷どん（2018年） - 徳川斉昭 役[17]
- 西田敏行の泣いてたまるか 第9話「人生の並木路」（1986年、TBS） - 祐介 役
- あぶない刑事 第20話（1987年、日本テレビ） - 警察官 役（ノンクレジット）
- クセになりそな女たち（1987年、フジテレビ） - 向井昭一 役
- 空に星があるように（1988年、TBS） - 一瀬辰彦 役
- ときめきざかり（1988年、フジテレビ） - 史朗 役
- 金太十番勝負!（1988年、フジテレビ） - 精さん 役
- 女ねずみ小僧（1989年、フジテレビ） - 留吉 役
- 疑惑の家族（1989年、TBS） - 冬木一郎 役
- 会いたくて（1989年、日本テレビ） - 北一義 役
- あいつがトラブル（1989-1990年、フジテレビ） - 金子徹男 役
- 金曜ロードショー特別企画「天と地と〜黎明編」（1990年、日本テレビ） - 昭田常陸介 役
- 都会の森（1990年、TBS） - 才賀伸也 役
- 世にも奇妙な物語（フジテレビ）
  - 秋の特別編「代打はヒットを打ったか?」（1990年） - 課長 役
  - 「ボタン」（1991年） - スナイパー 役
  - 秋の特別編 「部長OL」（2006年10月2日） - 松平正雄 役
- もう誰も愛さない（1991年、フジテレビ） - 王小龍（樫村健三） 役
- NHKスペシャル（NHK総合）
  - ニューウェーブドラマ「リバースアンドプレイバック」（1992年） - 中年男 役
- 大人は判ってくれない（1992年、フジテレビ） - ストーリーテラー
- キライじゃないぜ（1992年、TBS） - 逢河不二雄学園長 役
- 連続テレビ小説（NHK総合）
  - ひらり（1992年度後期） - 薮沢洋一 役
  - だんだん（2008年度後期、NHK大阪放送局制作） - 後藤辰夫 役
  - べっぴんさん（2016年度後期、NHK大阪放送局制作） - 大島保 役
    - べっぴんさん スペシャルドラマ 恋する百貨店（2017年4月29日、NHK BSプレミアム） - 大島保 役
- 月曜ドラマスペシャル→月曜ミステリー劇場→月曜ゴールデン→月曜名作劇場（TBS）
  - 美しき悪女の伝説 黒蜥蜴（1993年1月25日） - 明智小五郎 役
  - 盗む女（1997年6月16日） - 倉田均 役
  - 横山秀夫サスペンスシリーズ - 村瀬透 役
    - 横山秀夫サスペンス 密室の抜け穴（2003年5月5日）
    - 横山秀夫サスペンス 囚人のジレンマ（2004年9月13日）
    - 横山秀夫サスペンス モノクロームの反転（2005年6月13日）

  - 財務捜査官 雨宮瑠璃子シリーズ - 藤堂房雄 役
    - 財務捜査官 雨宮瑠璃子1（2004年6月14日）
    - 財務捜査官 雨宮瑠璃子2（2005年4月25日）
    - 財務捜査官 雨宮瑠璃子3（2007年2月26日）
    - 財務捜査官 雨宮瑠璃子4（2008年2月24日）
    - 財務捜査官 雨宮瑠璃子5（2009年11月9日）
    - 財務捜査官 雨宮瑠璃子6（2011年2月14日）
    - 財務捜査官 雨宮瑠璃子7（2012年7月30日）
    - 財務捜査官 雨宮瑠璃子8（2014年7月21日）

  - 捜査指揮官 水城さやシリーズ - 葉山和久 役
    - 捜査指揮官 水城さや1（2013年1月28日）
    - 捜査指揮官 水城さや2（2014年1月6日）
    - 捜査指揮官 水城さや3（2015年5月25日）

  - 横山秀夫サスペンス 陰の季節（2016年4月18日） - 尾坂部道夫 役
  - 税務調査官・窓際太郎の事件簿34（2018年8月6日） - 藤岡正直 役
- 日曜はダメよ（1993年、日本テレビ） - 岡本行雄 役
- 幕末高校生（1994年、フジテレビ）
- 上を向いて歩こう!（1994年、フジテレビ） - 山田局長 役
- 土曜ワイド劇場（テレビ朝日）
  - 事件2（1994年6月11日） - 塚本茂 役
  - 西村京太郎トラベルミステリー39「オリエント急行殺人事件」（2003年1月4日） - 五十嵐恭 役
  - キソウの女3（2006年10月21日） - 五十川清美 役
  - 終着駅シリーズ21「悪の条件」（2007年9月22日） - 山科正人 役
  - 特別企画「冤罪死刑」（2013年11月23日） - 本郷真一 役
  - 鉄道捜査官15（2015年4月4日） - 篠崎源一郎 役
  - ドラマスペシャル 「ゴールドウーマン」（2016年5月28日） - 権藤昌義 役
- サザンスコール（1994年、NHK総合） - 沖間学 役
- 金曜エンタテイメント「名探偵 明智小五郎」（フジテレビ） - 浪越警部 役
  - 「地獄の道化師」（1994年12月）
  - 「吸血カマキリ」（1995年7月）
  - 「暗黒星」（1996年1月）
  - 「吸血鬼」（1999年2月）
  - 「左手に告げるなかれ」（1997年12月） - 木島浩平 役
- 土曜ドラマ（NHK総合）
  - メナムは眠らず（1995年）
  - 君たちに明日はない（2010年1月23日） - 大西社長 役
- 100億の男（1995年、関西テレビ・フジテレビ） - 川端圭介 役
- 星の金貨（1995年、日本テレビ） - 小森敏彦 役
- 我慢できない!（1995年、関西テレビ） - 大庭新造 役
- ざけんなヨ!!9「私を旅行に連れてって!?」（1995年、フジテレビ） - 野茂田悦郎 役
- 3番テーブルの客（1996年、フジテレビ）
- 彼（1997年、フジテレビ） - 滝井精次 役
- お仕事です!（1998年、フジテレビ）
- L×I×V×E（1999年、TBS） - 篠田正勝 役
- 女医（1999年、よみうりテレビ） - 鈴木次郎 役
- モナリザの微笑（2000年、フジテレビ） - 宇佐美薫 役
- テレビ朝日開局40周年2000年山田太一スペシャルドラマ「そして、友だち」（2000年、テレビ朝日） - 西森信司 役
- 真夏のメリークリスマス（2000年、TBS） - 坂東軍司 役
- 金田一少年の事件簿（2001年、日本テレビ） - 若王子幹彦 役
- R.P.G.〜作られた家族の秘密〜（2002年、NHK総合） - 所田良介 役
- 松本清張没後10年記念 張込み（2002年3月2日、テレビ朝日） - 刑事部長 役
- 女と愛とミステリー 犬笛（2002年3月27日、テレビ東京） - 小西友永 役
- リモート（2002年、日本テレビ） - 千曲川元彦 役
- 交渉人（2003年、WOWOW） - 長谷川 役
- 白い巨塔（2003年、2004年フジテレビ） - 鵜飼良一 役
- トキオ 父への伝言（2004年8月30日 - 9月30日、NHK総合） - イシハラユウジロウ 役
- 大化改新（2005年、NHK総合） - 蘇我石川麻呂 役
- 国盗り物語（2005年、テレビ東京） - 土岐頼芸 役
- Mの悲劇（2005年、TBS） - 島谷隆太郎 役
- 海猿（2005年、フジテレビ） - 肥後大作 役
- 金融腐蝕列島　「再生」（2005年、フジテレビ） - 佐藤明夫 役
- 日本のシンドラー杉原千畝物語 六千人の命のビザ（2005年、読売テレビ）
- 氷壁（2006年、NHK総合） - 南部大介 役
- 銭湯の娘!?（2006年、毎日放送） - 真中六郎 役
- トップキャスター（2006年、フジテレビ） - 結城英雄 役
- 水曜ミステリー9「松本清張特別企画 強き蟻」（2006年7月19日、テレビ東京） - 塩月芳彦 役
- 名探偵コナン10周年ドラマスペシャル「工藤新一への挑戦状〜さよならまでの序章（プロローグ）〜」（2006年10月2日、日本テレビ） - 多摩川刑事 役
  - 名探偵コナンドラマスペシャル第2弾「工藤新一の復活!黒の組織との対決」（2007年、日本テレビ） - 目暮十三 役
- のだめカンタービレ（2006年10月、フジテレビ） - 峰龍見 役
- パーソナルコメディー「伊武さん、ルート外れてます」（2006年12月27日、NHK総合） - 伊武雅刀 役
- 松本清張 わるいやつら（2007年、テレビ朝日） - 粕谷事務長 役
- 必殺仕事人2007（2007年7月7日、テレビ朝日） - 鳥山景意 役
- 働きマン（2007年、日本テレビ） - 梅宮龍彦 役
- 金曜プレステージ
  - 法の庭（2007年） - 横山弁護士 役
- 交渉人〜THE NEGOTIATOR〜（2008年、テレビ朝日） - 工藤幹夫 役
- ROOKIES（2008年4月、TBS） - 村山義男 役
- 安楽椅子探偵と忘却の岬（2008年10月3日・10日、朝日放送） - 宗谷正太郎 役
- あの戦争は何だったのか 日米開戦と東條英機（2008年12月24日、TBS） - 嶋田繁太郎 役
- 警官の血（2009年2月、テレビ朝日） - 岩淵忠孝 役
- 黒部の太陽（2009年3月、フジテレビ） - 船田熊谷組大町作業所・所長 役
- 臨場（2009年4月 - 6月、テレビ朝日） - 小松崎刑事部長 役
- リミット-刑事の現場2-（2009年7月 - 8月、NHK総合） - 太宰満 役
- こちら葛飾区亀有公園前派出所（2009年8月 - 9月、TBS） - 大原大次郎 役
- 金曜プレステージ「奥様は警視総監Ver.5」（2009年12月11日、フジテレビ）
- 熱海の捜査官（2010年、テレビ朝日） - ナレーション
- ねこばん（2010年10月、東名阪ネット6）
- 黄金の豚-会計検査庁 特別調査課-（2010年11月24日・12月8日・15日、日本テレビ） - 樫永慎一郎 役
- 2夜連続 松本清張スペシャル 球形の荒野（2010年11月26日・27日、フジテレビ） - 住職 役
- 忠臣蔵〜その男、大石内蔵助（2010年12月25日、テレビ朝日） - 柳沢吉保 役
- マルモのおきて（2011年4月 - 6月、フジテレビ） - 鮫島勇三 役
- 東野圭吾3週連続スペシャル「回廊亭殺人事件」（2011年6月24日、フジテレビ） - 一ヶ原蒼介 役
- ジウ 警視庁特殊犯捜査係（2011年7月 - 9月、テレビ朝日） - 麻井憲介 役
- 金曜スーパープライム ミエルオンナ月子〜真夏の夜のコワーイ話〜（2011年8月26日、日本テレビ） - 桂山丈太郎 役
- ラストマネー -愛の値段-（2011年9月 - 10月、NHK総合） - 藤堂光明 役
- マルモのおきてスペシャル（2011年10月9日、フジテレビ） - 鮫島勇三 役
- 蝶々さん〜最後の武士の娘〜（2011年11月19日・26日、NHK総合） - 伊地知署長 役
- 金曜プレステージ・特別企画「悪女たちのメス」（2011年12月9日、フジテレビ） - 蓮井仁 役
- 水戸黄門 第43部 第21話「嗚呼、人生に涙あり -水戸-」（2011年12月12日、TBS） - 黒田一馬 役
- ドラマスペシャル「愛・命 〜新宿歌舞伎町駆け込み寺〜」（2011年12月17日、テレビ朝日） - 亀田刑事 役
- 運命の人（2012年1月 - 3月、TBS） - 十時正春 役
- 分身（2012年2月 - 3月、WOWOW） - 伊原駿策 役
- 都市伝説の女（2012年4月 - 6月、テレビ朝日） - 武重治 役
  - 都市伝説の女Part2（2013年10月 - 11月）
- 罪と罰 A Falsified Romance（2012年4月 - 6月、WOWOW） - 五位蔵人 役
- スペシャルドラマ「灰色の虹」（2012年5月19日、テレビ朝日） - 中村幸一 役
- そこをなんとか 第7話（2012年11月18日、NHK BSプレミアム） - 原田哲郎 役
- ラッキーセブンスペシャル（2013年1月3日、フジテレビ） - 藤川勇 役
- dinner 第1話（2013年1月13日、フジテレビ） - 湯浅清三 役
- 臥竜の天〜伊達政宗 独眼竜と呼ばれた男〜（2013年3月9日、TBS） - 徳川家康 役
- ヒューマンドラマスペシャル「ぱじ〜ジイジと孫娘の愛情物語」（2013年3月27日、テレビ東京） - 伊達銀二 役
- 鴨、京都へ行く。-老舗旅館の女将日記-（2013年4月 - 6月、フジテレビ） - 高瀬裕次郎 役
- ガリレオXX 内海薫最後の事件 愚弄ぶ（2013年6月22日、フジテレビ） - 関岡郁夫 役
- WONDA×AKB48 ショートストーリー「フォーチュンクッキー」（2013年7月7日、フジテレビ） - 宗形専務 役
- 雲霧仁左衛門（2013年10月 - 11月、NHK BSプレミアム） - 木鼠の吉五郎 役
  - 雲霧仁左衛門2（2015年2月 - 3月）
  - 雲霧仁左衛門ファイナル（2025年1月 - 2月）[18] - 大熊屋三太夫 役
- スペシャルドラマ「事件救命医〜IMATの奇跡〜」（2013年10月6日、テレビ朝日） - 大蔵幾多郎 役
- 土曜ドラマ・太陽の罠（2013年11月 - 12月、NHK総合） - 村岡雄三 役
- 恋するイヴ（2013年12月24日、日本テレビ） - 謎の男 役
- おふこうさん（2014年1月 - 2月、NHK BSプレミアム） - 伏山誠治 役
- 松本清張 黒い福音〜国際線スチュワーデス殺人事件〜（2014年1月19日、テレビ朝日） - ナレーター
- パンドラ〜永遠の命〜（2014年4月27日、WOWOW） - 榊原道隆 役
- ビター・ブラッド〜最悪で最強の親子刑事〜 第4話（2014年5月6日、フジテレビ） - 佐原富成 役
- 水曜ミステリー9「永遠の時効」（2014年6月25日、テレビ東京） - 尾関泰嗣 役
- 孫のナマエ〜鴎外パッパの命名騒動７日間〜（2014年7月23日、NHK総合） - 森鴎外 役[19]
- 東野圭吾「変身」（2014年7月 - 8月、WOWOW） - 堂元博 役
- ドクターX〜外科医・大門未知子〜第3期（2014年10月 - 12月、テレビ朝日） - 談合坂 昇 役
- 佐方貞人シリーズ（テレビ朝日） - 筒井義雄 役
  - ドラマスペシャル「最後の証人」（2015年1月24日）
  - ドラマスペシャル「検事の死命」（2016年1月17日）[20]
  - ドラマスペシャル「検事の本懐」（2016年12月3日）
  - ドラマスペシャル「検事・佐方 〜裁きを望む〜」（2019年12月26日）
  - ドラマスペシャル「検事・佐方 〜恨みを刻む〜」（2020年9月6日）
- シリーズ被爆70年 ヒロシマ 復興を支えた市民たち 第2回「走れ、三輪トラック」(2015年2月13日、NHK広島) - 主演・松田重次郎 役
- 木曜時代劇「かぶき者 慶次」（2015年4月 - 6月、NHK総合） - 天徳和尚 役
- ドS刑事（2015年4月 - 6月、日本テレビ） - 近藤徳二 役
- ホテルコンシェルジュ（2015年7月 - 9月、TBS） - 成沢瑛一 役
- 釣りバカ日誌〜新入社員 浜崎伝助〜（2015年10月 - 12月、テレビ東京） - 秋山営業部長 役
- 水曜ミステリー9「さすらい署長 風間昭平12」（2015年11月11日、テレビ東京） - 益田純一郎 役
- 科捜研の女スペシャル（2016年1月3日、テレビ朝日） - 川田勝 役
- 京都人の密かな愉しみ（2016年3月 - 2017年5月、NHK BSプレミアム） - 龍仁老師 役
- 火の粉（2016年4月 - 5月、東海テレビ） - 梶間勲 役[21]
- ドラマスペシャル「ゴールドウーマン」（2016年5月28日、テレビ朝日） - 権藤昌義 役
- 忠臣蔵の恋〜四十八人目の忠臣〜（2016年9月9月24日 - 2017年2月25日、NHK総合） - 吉良上野介義央 役
- ダメ父ちゃん、ヒーローになる! 崖っぷち!人情広告マン奮闘記（2016年12月29日、テレビ東京） - 小鳩組・組長 役[22]
- 放送90年 大河ファンタジー「精霊の守り人II　悲しき破壊神」（2017年1月1月21日 - 3月25日、NHK総合） - トーサ 役[23]
- 探偵・日暮旅人（2017年1月 - 3月、日本テレビ） - 雪路照之 役
- 真昼の悪魔（2017年2月 - 3月、東海テレビ） - 神父 役
- みをつくし料理帖（2017年5月 - 7月、NHK総合） - 伝右衛門 役
  - みをつくし料理帖スペシャル（2019年12月、NHK総合）
- 警視庁・捜査一課長 season2 最終話「さらば大岩一課長！ヒラから成り上がった最強の刑事…最後の事件!! 花嫁の遺体が瞬間移動!? 衝撃のラスト」（2017年6月22日、テレビ朝日） - 辰巳平三郎 役
- ブランケット・キャッツ 第5話「嫌われ者のブランケット・キャット」（2017年7月21日、NHK総合） - 権田清 役
- 相棒シリーズ（テレビ朝日） - 南井十 役
  - Season16 第7話  「倫敦からの客人」（2017年11月29日）
  - Season17 第17話「倫敦からの刺客」（2019年2月27日）
  - Season18
    - 第14話「善悪の彼岸〜ピエタ」（2020年1月29日）
    - 第15話「善悪の彼岸〜深淵」（2020年2月5日）
- BG〜身辺警護人〜 第1章（テレビ朝日） - 大久保佐助 役
  - 第1話「45歳の新人ボディーガード!! 観客2万人の命を守れ」（2018年1月18日）
  - 第8話「最終章! 最も危険な任務… 消された証拠を取り戻せ!!」（2018年3月8日）
- 三屋清左衛門残日録・三十年ぶりの再会（2018年、時代劇専門チャンネル） - 安富源太夫 役
- アンナチュラル 第8話「遥かなる我が家」（2018年3月2日、TBS） - 久部俊哉 役
- 日曜ワイド「刑事・横道逸郎」 （2018年3月11日、テレビ朝日） - 天間史郎 役
- モンテ・クリスト伯 -華麗なる復讐-（2018年4月 - 6月、フジテレビ） - 入間貞吉 役
- ヘッドハンター 第4話「温泉旅館を立て直せ 後継者探しは壮絶親子バトルへ!」（2018年5月7日、テレビ東京） - 松原善三 役
- 黒書院の六兵衛（2018年7月22日 - 8月26日、WOWOW） - 淀屋辰平 役
- ハゲタカ 第7話「最終章!! 〜データ偽装、報復人事 不祥事は許さない!」・最終話「さらば! 天才買収者!! 9万人の命を救え…!」（2018年8月30日・9月6日、テレビ朝日） - 真壁達臣 役
- 日経ドラマスペシャル 琥珀の夢（2018年10月5日、テレビ東京） - 国生栄太郎 役[24]
- ドラマスペシャル・誘拐法廷〜セブンデイズ〜（2018年10月7日、テレビ朝日） - 富樫彰夫 役
- レ・ミゼラブル 終わりなき旅路（2019年1月6日、フジテレビ）[25] - 碓氷太一郎 役
- テレビ朝日開局60周年記念・松本清張ドラマスペシャル 疑惑（2019年2月3日、テレビ朝日） - 木下保 役
- 小吉の女房 第5話「おばば様の秘密」（2019年2月8日、NHK BSプレミアム） - 一日上人/暗闇の丑松 役
- スローな武士にしてくれ〜京都 撮影所ラプソディー〜（2019年3月23日、NHK BSプレミアム） - 八村所長 役
- ストロベリーナイト・サーガ（フジテレビ） - 国奥定之助 役
  - 第4話「取調室緊迫の攻防! 姫川VS女子高生 私が刑事である理由」（2019年5月2日）
  - 第8話「私に眠る殺意 禁断捜査が導く真実」（2019年5月30日）
- デジタル・タトゥー（2019年5月18日 - 6月15日、NHK総合） - 伊藤秀光 役
- ボイス 110緊急指令室（日本テレビ） - 本郷辰夫 役
  - 第6話「組織に巣食う悪を追う樋口とひかり、その先に待つ衝撃の別れとは……!!」（2019年8月17日）
  - 第7話「狂気の殺人鬼に攪乱される捜査網! 亡き妻が抱えた"ある秘密"が樋口を追い詰める……!!」（2019年8月31日）
  - 第8話「集団行方不明の謎を追う樋口とひかり……しかし、想定外の内通者の存在でECUは解散の危機に!」（2019年9月7日）
  - 第9話「雫を追い詰める証拠を探す樋口とひかりの陰で石川の過去が明らかに……!?」（2019年9月14日）
  - 最終話「ついに最終決戦の時! 殺人鬼・雫による悪夢のクライシスタイムが始まる…」（2019年9月21日）
- 令和元年版 怪談牡丹燈籠（2019年、NHK BSプレミアム） - 良石和尚 役
- シャーロック 第7話「少年シャーロック現る! 祖父誘拐と開かずの金庫」（2019年11月18日、フジテレビ） - 羽佐間寅二郎 役
- 磯野家の人々〜20年後のサザエさん〜 - 磯野波平 役
- 今ここにある危機とぼくの好感度について（2020年） - ナレーション
- 大江戸グレートジャーニー 〜ザ・お伊勢参り〜（2020年6月6日、WOWOW） - 赤布の甚右衛門 役
- ディア・ペイシェント〜絆のカルテ〜（2020年7月17日 - 9月18日、NHK総合） - 真野徹 役
- アンサング・シンデレラ病院薬剤師の処方箋（フジテレビ） - 辰川太一 役
  - 第4話「薬剤師が患者を救う事だってできる」（2020年8月6日）
  - 第5話「第二の患者」（2020年8月13日）
- ドラマスペシャル・刑事アフター5（2020年10月1日、テレビ朝日） - 熊谷和徳 役
- タリオ 復讐代行の2人（2020年10月9日 - 、NHK総合）
  - 第5話（2020年11月6日） - 古沢順三郎 役
- ドリームチーム（2021年1月22日 - 、NHK総合） - 安東勝仁 役
  - 第1話「あのコになりたい人生だった」（2021年1月22日）
  - 第2話「気になる　あのコは？」（2021年1月29日）
  - 第3話「ゼロからのスタートアップ!」（2021年2月5日）
- ネメシス (テレビドラマ)（2021年） - 澁澤火鬼壱 役
- コントが始まる（2021年） - 安藤友郎 役
- 倫敦ノ山本五十六（2021年12月30日放送予定、NHK総合） - 加藤隆義 役[26]
- お花のセンセイ（2021年12月23日、テレビ朝日） - 梅村幸之介 役[27]
- 鹿楓堂よついろ日和・第1話（2022年1月15日 、テレビ朝日） - 天神猛彦 役[28]
- ZIP! 朝ドラマ「泳げ!ニシキゴイ」（2022年7月19日 - 9月16日、日本テレビ） - 渡辺金次郎 役[29]
- 連続ドラマW 鵜頭川村事件（2022年8月28日 - 10月2日、WOWOW） - 矢萩吉朗 役[30]
- 七人の秘書スペシャル（2022年10月2日、テレビ朝日） - 鴨志田寿 役[31]
- 祈りのカルテ 研修医の謎解き診察記録 第2話（2022年10月15日、日本テレビ） - 近藤玄三 役[32]
- ドラフトキング（2023年4月8日 - 6月10日、WOWOW） - 毒島竜二 役[33]
- 褒めるひと褒められるひと（2023年6月12日 - 8月3日、NHK総合） - 中村スグル 役[34]
- 家政夫のミタゾノ 第6シリーズ 第4話（2023年10月31日、テレビ朝日） - 天宮雄一 役[35][36]
- 大奥（2024年1月25日 - 3月7日、フジテレビ） - 徳川吉宗 役[37]
- こんなところで裏切り飯（2024年1月19日 - 3月22日、中京テレビ） - 主演・榊原総一朗 役（志田彩良とダブル主演）[38]
  - こんなところで裏切り飯 〜嵐を呼ぶ七人の役員〜（2025年1月16日 - 3月20日、中京テレビ・日本テレビ）[39]
- 母の待つ里（2024年8月16日・23日、NHK BSP4K / 9月21日・28日、NHK BS） - 和尚 役[40][41]
- 民王R 第3話・第4話（2024年11月5日・12日、テレビ朝日系） - 梅村進 役[42]
- 秘密〜THE TOP SECRET〜 第7話・第8話（2025年3月10日・17日、関西テレビ・フジテレビ） - 淡路真人 役[43]
- 藤子・F・不二雄 SF短編ドラマ シーズン3「ユメカゲロウ」（2025年3月27日、NHK BSP4K）[44]

### 映画
- ウィークエンド・シャッフル（1982年） - 夫 役
- 汚れた英雄（1982年） - テディ片岡 役
- ションベン・ライダー（1983年） - 田中巡査 役
- 俺っちのウエディング（1983年） - 岡村博 役
- 晴れ、ときどき殺人（1984年） - 水原信吾 役
- アギ・鬼神の怒り（1984年） - 郎党1 役
- 魔の刻（1985年） - 片貝 役
- 火まつり（1985年） - 移動パン屋 役
- 星くず兄弟の伝説（1985年） - 謎の男（声）役
- ラブホテル（1985年） - タクシーの客 役
- 雪の断章 -情熱-（1985年） - 車掌 役
- 幕末青春グラフィティ Ronin 坂本竜馬（1986年、東宝） - 伊藤俊輔 役
- 必殺! III 裏か表か（1986年、松竹） - 真砂屋徳次 役
- おニャン子ザ・ムービー 危機イッパツ!（1986年） - ウフフのタクシー運転手 役
- Apartment Fantasy めぞん一刻（1986年） - 四谷 役
- 離婚しない女（1986年） - 高井直和 役
- 紳士同盟（1986年） - 小田剛 役
- 本場ぢょしこうマニュアル 初恋微熱篇（1987年） - 落合和男 役
- 塀の中のプレイ・ボール（1987年） - 山本英夫 役
- 「さよなら」の女たち（1987年） - 安達年男 役
- ゴキブリたちの黄昏（1987年） - 神官 役
- スケバン刑事（1987年、東映） - 服部校長 役
- いとしのエリー（1987年、東宝） - トラックの運ちゃん 役
- 花園の迷宮（1988年） - 高木捜査主任 役
- 太陽の帝国（1988年4月29日） - ナガタ軍曹 役
- メロドラマ（1988年、シネ・ロッポニカ） - 名倉五郎 役
- またまたあぶない刑事（1988年、東映） - 長峰由紀夫 役
- ジュリエット・ゲーム（1989年） - 管理人 役
- 彼女が水着にきがえたら（1989年） - 山口 役
- バタアシ金魚（1990年） - カオルの担任 役
- 天と地と（1990年） - 昭田常陸之介 役
- 妖怪天国 ゴースト・ヒーロー（1990年） - 黒塚龍一 役
- 稲村ジェーン（1990年） - ビーナスのマスター 役
- 女がいちばん似合う職業（1990年） - 早野慎一 役
- ミカドロイド（1991年） - 博士 役
- 激走トラッカー伝説（1991年） - 医者 役
- 幕末純情伝（1991年） - 近藤勇 役
- リトル・シンドバッド 小さな冒険者たち（1991年） - 敏夫 役
- 王手（1991年） - 桂八段 役
- REX 恐竜物語（1993年） - 福富吉行 役
- 7月7日、晴れ（1996年） - 岸和田聡 役
- 時をかける少女（1997年版）（1997年） - 芳山治男 役
- 四月物語（1998年） - 斎藤利三 役
- しあわせになろうね（1998年） - 平塚六郎 役
- カンゾー先生（1998年） - 池田中佐 役
- 白痴（1999年） - 巡査 役
- 御法度（1999年） - 伊東甲子太郎 役
- ゴジラシリーズ
  - ゴジラ×メガギラス G消滅作戦（2000年、東宝） - 杉浦基彦 役[8]
  - ゴジラ FINAL WARS（2004年） - X星人司令官 役[8]
- 溺れる魚（2001年） - 石巻修次 役
- 荒ぶる魂たち（2002年） - 水島 役
- 突入せよ! あさま山荘事件（2002年） - 野間長野県警本部長 役
- TRICK 劇場版（2002年、東宝） - 長曾我部為吉 役
- T.R.Y.（2003年） - 三矢 役
- 姐御 ANEGO（2002年） - 影山辰男 役
- わたしのグランパ（2003年4月5日） - 疋田隆三 役
- あずみ（2003年、東宝） - 浅野長政 役
- 春桜 ジャパネスク（2003年） - 桜泥棒 役
- 陰陽師II（2003年、東宝） - 右大臣・藤原安麻呂 役
- 1980（2003年） - マスター 役
- 跋扈妖怪伝 牙吉（2004年） - 語り
- ドラッグストア・ガール（2004年） - 山田（酒屋） 役
- ホテル ビーナス（2004年） - 初老の男 役
- ジャンプ（2003年、シネカノン） - 江ノ旗耕一 役
- 機関車先生（2004年） - 美作重太郎 役
- ローレライ（2005年） - 楢崎英太郎 役
- あずみ2 Death or Love（2005年、東宝） - 浅野長政 役
- 鉄人28号（2005年） - 田浦慶太郎 役
- タナカヒロシのすべて（2005年） - テルミンと俳句の会の先生 役
- 戦国自衛隊1549（2005年、東宝） - 斎藤道三 役
- 亀は意外と速く泳ぐ（2005年） - 中西 役
- イントゥ・ザ・サン（2005年） - 小島 役
- 最終兵器彼女（2006年） - ムラセ 役
- 燃ゆるとき THE EXCELLENT COMPANY（2006年） - 大村薫 役
- ゆれる（2006年） - 早川勇 役
- 代々木ブルース（2006年） - ナレーション 役
- おばちゃんチップス（2007年） - 道満教授 役
- バブルへGO!! タイムマシンはドラム式（2007年、東宝） - 芹沢良道 役
- 俺は、君のためにこそ死ににいく（2007年） - 大西瀧治郎 役
- 監督・ばんざい!（2007年） - ナレーション
- 象の背中（2007年） - 今野社長 役
- カンフーくん（2008年） - レイコのおじいちゃん 役
- アフタースクール（2008年） - 片岡 役
- アキレスと亀（2008年） - 菊田昭雄 役
- ハンサム★スーツ（2008年） - 神山晃 役
- 私は貝になりたい（2008年） - 尾上中佐 役
- 相棒シリーズ 鑑識・米沢守の事件簿（2009年） - 設楽光治朗 役
- GOEMON（2009年5月、松竹 / ワーナー・ブラザース映画） - 徳川家康 役
- ROOKIES -卒業-（2009年、東宝） - 村山義男 役
- ヴィヨンの妻 〜桜桃とタンポポ〜（2009年、東宝） - 吉蔵 役
- のだめカンタービレ 最終楽章（前編：2009年12月19日・後編：2010年4月17日、東宝） - 峰龍見 役
- 交渉人 THE MOVIE タイムリミット高度10,000mの頭脳戦（2010年、東映） - 工藤幹夫 役
- 桜田門外ノ変（2010年、東映） - 井伊直弼 役
- 最後の忠臣蔵（2010年、ワーナー・ブラザース映画） - 進藤長保 役
- SPACE BATTLESHIP ヤマト（2010年、東宝） - デスラー（声） 役
- ねこばん3D とび出すにゃんこ（2011年） - 根本勲 役
- 津軽百年食堂（2011年） - 大森哲夫 役
- さや侍（2011年、松竹） - 多幸藩家老 役
- こちら葛飾区亀有公園前派出所 THE MOVIE 〜勝どき橋を封鎖せよ!〜（2011年、松竹） - 大原大次郎 役
- DOG×POLICE 純白の絆（2011年、東宝） - 斉藤均 役
- 聯合艦隊司令長官 山本五十六（2011年、東映） - 永野修身 役[45]
- キツツキと雨（2012年、角川映画） - 石丸 役
- 僕達急行 A列車で行こう（2012年、東映） - 早登野庄一 役
- 藁の楯（2013年、ワーナー・ブラザース映画） - 関谷賢示 役
- 終戦のエンペラー（カナダ2012年・アメリカ＆日本2013年、松竹） - 木戸幸一 役
- 二流小説家 シリアリスト（2013年、東映） - 町田邦夫 役
- 奇跡のリンゴ（2013年、東宝） - 三上幸造 役
- 利休にたずねよ（2013年、東映） - 千与兵衛 役
- 黒執事（2014年1月18日、ワーナー・ブラザース映画） - 九条新兵 役
- ゲノムハザード ある天才科学者の5日間（2014年1月24日、アスミック・エース） - 佐藤英輔 役
- 幕末高校生（2014年7月26日、東映） - 大崎則篤 役
- 繕い裁つ人（2015年1月31日、ギャガ） - 橋本 役
- セーラー服と機関銃 -卒業-（2016年） - 浜口 役[46]
- 後妻業の女（2016年8月27日、東宝） - 武内宗治郎 役
- 真田十勇士（2016年9月22日、松竹） - 久々津荘介 役
- ミュージアム（2016年11月12日、ワーナー・ブラザース映画） - 岡部利夫 役[47]
- 星くず兄弟の新たな伝説（2018年1月20日、マジックアワー） - 修験者 役
- のみとり侍（2018年5月18日、東宝） - 宋庵 役
- 映画 少年たち（2019年3月29日、松竹） - 藤野 役
- カイジ ファイナルゲーム（2020年1月10日、東宝） - 東郷滋 役[48]
- 日本独立（2020年12月18日、シネメディア） - 芦田均 役[49]
- 冬薔薇（ふゆそうび）（2022年6月3日、キノフィルムズ） - 永原健三 役[50]
- 火の華（2025年10月31日公開予定、アニモプロデュース） - 藤井与一 役[51][52]

### WEBドラマ
- プリズン・オフィサー 第4話（2015年2月、BeeTV） - 道満國男 役[53]
- 七夕の国（2024年7月4日 - 、ディズニープラススター）[54]

### オリジナルビデオ
- コンバってんねん
- 楽しいテレビ ※スネークマンショーの映像作品

### ミュージックビデオ
- 大橋卓弥「ありがとう」（2008年）
- SUPER EIGHT「オオカミと彗星」（2023年）

### バラエティ
- オレたちひょうきん族（フジテレビ）※オープニング・ナレーションはスネークマンショーからの踏襲
- ポンキッキーズ（フジテレビ）
- クラブキング（テレビ朝日）
- FNN踊る大選挙戦（フジテレビ）
- キングオブクイズ（BS日テレ）
- カノッサの屈辱2007 バブルへGO!! SP（フジテレビ）※司会・2代目歴史学者
- 世界ウルルン滞在記（毎日放送）
- 大帝国劇場（TBS）深夜放送

### CM
- 全日本空輸
- SK&F「コンタック600」（中原理恵と共演）
- ヤマハエレクトーン（1982年、戸川純と共演）
- 日本中央競馬会（1982年）
- リクルート「週刊住宅情報」（黒柳徹子と共演）
- 第一三共ヘルスケア「ピロエースW」
- 京阪電気鉄道「土・日旅人（ど・にちたびと）」 ※おけいはん以前の同社のイメージキャラクターでは唯一の男性タレント
- 第一生命「リード21」「新堂々人生」
- 不二サッシ「ふくわうち」
- 明星食品「中華三昧」
- サッポロビール「北海道生ビール」
- アサヒ「本生」
- NTTドコモ（ラジオCM）「くりこし」篇、「エリア拡大」篇、「テレビ電話」篇、「らくらくホン」篇、「無料故障修理サービス」篇、「Welcomeサポート」篇
- NTT西日本 ビジネスフォンを利用する社長と肖像画になっている先代の父役
- トヨタ自動車「カローラ」（70系、1982年 - 1983年）
- アルファレコード・YMOのLP「BGM」
- PENTAX
- ツムラ「バスクリンリライフ」
- 日興證券（現：SMBC日興証券）
- 日立製作所「ネオビジョン42」
- 日立Wooo
- JR東日本『JR SKI SKI』（1995年）※Globeが音楽を担当したシーズン
- KDD「中田家の海外転勤」編（1996年）
- 任天堂『マリオゴルフ64』（1999年）
- 任天堂『マリオゴルフGB』（1999年）
- 任天堂『モバイルゴルフ』（2001年）
- 富士重工 試乗キャンペーン「美智子 ディーラー」篇（2012年）

## 出演（声優）

### テレビアニメ
- ゼロテスター（1973年） - ゴードン
- 宇宙戦艦ヤマト（1974年 - 1975年） - デスラー総統[1]、藤堂平九郎[1]、ナレーター（第5 - 6話）[1]、木製浮遊大陸基地美男司令[1]
- 破裏拳ポリマー（1974年） - 秘書、予告ナレーション
- ガンバの冒険（1975年） - 山小屋のガイド
- 宇宙の騎士テッカマン（1975年） - 平部長
- アラビアンナイト シンドバットの冒険（1975年） - 盗賊の首領
- ゴワッパー5 ゴーダム（1976年） - 須田博士
- 大空魔竜ガイキング（1976年） - カイン
- ドカベン（1976年 - 1979年） - 長島、犬飼小次郎[1][55]
- 超合体魔術ロボ ギンガイザー（1977年） - 白銀勇吾
- 宇宙戦艦ヤマト2（1978年 - 1979年） - デスラー総統[56][1]、藤堂平九郎[1]
- 科学忍者隊ガッチャマンII（1978年） - ホーク・ゲッツ
- 新・エースをねらえ!（1978年） - 太田コーチ
- 闘将ダイモス（1978年） - 吉岡、メルビ[1]、今泉
- 100万年地球の旅 バンダーブック（1978年） - ブラック・ジャック[57][1]
- ペリーヌ物語（1978年） - 鍛冶屋
- 未来少年コナン（1978年） - ナレーション[1][58]
- 無敵鋼人ダイターン3（1978年） - ダストン
- ルパン三世 (TV第2シリーズ)（1978年）
- 宇宙戦艦ヤマト 新たなる旅立ち（1979年） - デスラー総統[59][1]、藤堂平九郎[1]
- 宇宙空母ブルーノア（1979年） - 清水忠治[60] / 清水戦務長[1]
- 円卓の騎士物語 燃えろアーサー（1979年 - 1980年） - レオグランス
- ザ☆ウルトラマン（1979年 - 1980年） - ウルトラマン[1] / ジョーニアス
- 新・巨人の星II（1979年）
- ゼンダマン（1979年） - 勝堂清高
- 闘士ゴーディアン（1979年） - ナレーター[1]、トロスクルス[1]
- 野球狂の詩（1979年） - 鬼島
- 宇宙戦艦ヤマトIII（1980年 - 1981年） - 藤堂平九郎[61][1]、デスラー総統[61][1]
- 宇宙戦士バルディオス（1980年） - ガロ
- タイムパトロール隊オタスケマン（1980年） - ウィリアム・テル、カメハメ大王
- 太陽の使者 鉄人28号（1980年） - ドラキュラ
- マリンスノーの伝説（1980年） - ゼルバード[1]
- ムーの白鯨（1980年） - ゴルゴス[1]
- 海底大戦争 愛の20000マイル（1981年） - ベン
- 戦国魔神ゴーショーグン（1981年） - シュミット
- Dr.スランプ アラレちゃん（1982年） - ボトン
- 学校のコワイうわさ 花子さんがきた!!（1994年） - ナレーション

### 劇場アニメ
- 宇宙戦艦ヤマト（1977年） - デスラー総統[62][1]、藤堂平九郎[62][1]
- さらば宇宙戦艦ヤマト 愛の戦士たち（1978年） - デスラー総統[63][1]、藤堂平九郎[63][1]
- 未来少年コナン（1979年） - ナレーション[64]
- がんばれ!! タブチくん!! 第2弾 激闘ペナントレース（1980年）
- がんばれ!! タブチくん!! 初笑い第3弾 あゝツッパリ人生（1980年） - ナガシマ
- 火の鳥2772 愛のコスモゾーン（1980年） - ブラック・ジャック[65][1]
- ヤマトよ永遠に（1980年） - 藤堂平九郎[66][1]
- 宇宙戦艦ヤマト 完結編（1983年） - 藤堂平九郎[67]、デスラー[67]
- カッくんカフェ（1984年） - カッくん
- Coo 遠い海から来たクー（1993年） - 小畑徹郎[1]
- ジャングル大帝（1997年） - パグーラ[68]
- ピューと吹く!ジャガー いま吹きにゆきます（2008年） - ステンベルゲン
- 宇宙戦艦ヤマト 復活篇（2009年） - ゴルイ提督[69]
- 二ノ国（2019年） - フランダー王 役[70]

### OVA
- 悪右衛門（1993年） - 悪右衛門[71]
- YAMATO2520（1995年） - ブローネ皇帝

### ゲーム
- 宇宙戦艦ヤマト ※PCエンジン版（1992年） - デスラー

テレビアニメ版の音声を使用したライブラリ出演
- AZEL -PANZER DRAGOON RPG-（1998年） - クレイメン
- 宇宙戦艦ヤマト 遥かなる星イスカンダル（1999年） - デスラー
- さらば宇宙戦艦ヤマト 愛の戦士たち（2000年） - デスラー
- 宇宙戦艦ヤマト イスカンダルへの追憶（2004年） - デスラー
- 宇宙戦艦ヤマト 暗黒星団帝国の逆襲（2005年） - デスラー
- 学校のコワイうわさ 花子さんがきた!!（2008年） - ナレーター

### 吹き替え

#### 海外映画
- アルフィー（アルフィー・エルキンス〈マイケル・ケイン〉）
- 偉大な生涯の物語（ユーライア〈サル・ミネオ〉）
- ウォリアーズ（エイジャックス〈ジェームズ・レマー〉）
- エアポート'75（ユリアス〈ロイ・シネス〉）
- OK牧場の決斗（ジェームズ・アープ〈マーティン・ミルナー〉）※テレビ東京版
- オーシャンと十一人の仲間（ジョシュ・ハワード〈サミー・デイヴィスJr.〉）※フジテレビ版
- 怪奇!吸血人間スネーク（スティーブ〈レブ・ブラウン〉）
- 合衆国最後の日（ウィリス・パウエル〈ポール・ウィンフィールド〉）
- ガンマン大連合（フランコ・ネロ）
- 疑惑の影（ジャック・グラハム〈マクドナルド・ケリー〉）
- 激戦地（ハビンダ〈アルド・サンブレル〉）※日本テレビ版
- 皇帝のビーナス（ナポレオン・ボナパルト〈レイモン・ペルグラン〉）※TBS版
- ゴッドファーザー（ポーリー〈ジョン・マルティーノ〉）※日本テレビ版
- 砂塵に血を吐け（サルタナ・リストン〈ジョン・ガルコ〉）
- 空飛ぶ鉄腕美女ワンダーウーマン（スティーブ・トレバー少佐〈ライル・ワゴナー〉）
- 大頭脳（ジャン＝ポール・ベルモンド）※テレビ東京版
- ダイヤモンドの犬たち（アレグザンダー〈O・J・シンプソン〉）
- 007シリーズ
  - 007 ドクター・ノオ（ジョーンズ、戦車の男）※TBS版
  - 007は二度死ぬ（No.3〈バート・クウォーク〉）※TBS版
  - 007 死ぬのは奴らだ（フェリックス・ライター〈デヴィッド・ヘディソン〉）※TBS旧録版
- 逃亡地帯（ババー・リーブス〈ロバート・レッドフォード〉）
- 遠い国（バート・マッデン）※フジテレビ版
- ドラゴン危機一発（マイの息子〈トニー・リュウ〉）
- 破壊!（マイケル・キニーリー〈エリオット・グールド〉）
- バニシング（アルフレッド〈マルク・ポレル〉）
- 不思議な世界・未来戦争の恐怖（アラン〈リチャード・ワーウィック〉）
- ピラミッド（トレナ〈シドニー・チャップリン〉）※フジテレビ版
- ファイブ・イージー・ピーセス（エルトン〈ビリー・グリーン・ブッシュ〉）
- ファントマ 電光石火（ファンドール〈ジャン・マレー〉）
- 砲艦サンパブロ（ジェーク・ホルマン〈スティーブ・マックイーン〉）※LD版
- 誇り高き戦場（ロング中尉）※フジテレビ版
- マックィーンの絶対の危機（ピンチ）（スティーブ・アンドリュース〈スティーブ・マックイーン〉）※日本テレビ版
- 名誉と栄光のためでなく（エスクラビエ大尉〈アラン・ドロン〉）※日本テレビ版、（マヒディ〈ジョージ・シーガル〉）※テレビ東京版
- 運び屋（アール・ストーン〈クリント・イーストウッド〉[72]）※BSテレ東版

#### 海外ドラマ
- 警察医サイモン・ロック（サム・グルーム）
- 刑事コロンボシリーズ
  - 毒のある花（カール・レッシング〈マーティン・シーン〉）
  - 白鳥の歌（ルーク・バスケット〈ビル・マッキーニー〉）
  - ビデオテープの証言（バクスター、バンクス巡査）
  - 黄金のバックル（時計店の店員）
  - 秒読みの殺人（ジョナサン）
- 地上最強の美女バイオニック・ジェミー
  - シーズン2 #4、#5、#6
  - シーズン3 #5 「ジェミー！ロデオ大会で大奮闘」（ドクター・ビリー・コール〈アンドリュー・プライン〉）
- チャーリーズ・エンジェル
  - 甘い罠!身ぐるみ剥がします（デヴィッド）
- 特別狙撃隊S.W.A.T.（ジム・ストリート〈ロバート・ユーリック〉）
- ロンドン特捜隊スウィーニー（ジョージ・カーター巡査部長〈デニス・ウォーターマン〉）

#### 海外アニメ
- アニメ・ザ・ビートルズ（ジョン・レノン）
- シュレック（ファークアード卿）
- ストリングス〜愛と絆の旅路〜（ニゾ）
- ドラゴン水滸伝（散）

### ナレーション
- 魔人ハンター ミツルギ（1973年、フジテレビ）[1]
- キリンラジオ劇場「スペースロマン・鉄人28号」（1978年、ニッポン放送）
- 空から日本を見てみよう（テレビ東京 2009年10月 - 2011年9月） - くもじい
- NHKスペシャル
  - 『失われた文明 インカ・マヤ』（2007年7月）
  - 『世界“カイテンズシ”戦争 寿司 vs Sushi』（2009年1月5日）
  - 『海のシルクロード』
  - 『ナノ・スペース 超ミクロ宇宙への旅』（ナレーション・司会進行）
  - 『MEGAQUAKE 巨大地震』（2010年1月 - 3月）
  - 『盗まれた最高機密 〜原爆・スパイ戦の真実〜』（2015年11月1日）
- 空から日本を見てみよう plus（BSジャパン 2012年10月 - 2018年9月） - 「くもじい」（2017年12月28日まで）、「くもじゅんいち」、「くも神様」（2018年1月11日より）
  - きらきらアフロ（「空から鶴瓶を見てみよう」テレビ東京、2013年1月17日） - 「くもじい」※同局の空から日本を見てみようとのコラボ企画コーナーで声の出演。
- 世界一周 魅惑の鉄道紀行（2016年3月7日、BS-TBS） - コンシェルジュ
- ぜんぶ、温泉。「岩手・花巻を浴びる」（2017年3月4日、BSプレミアム） - 温泉マニア
- ぜんぶ、温泉。「兵庫・城崎を浴びる」（2018年1月24日、BSプレミアム） - 温泉将軍
- 麻雀放浪記2020（2019年4月5日、東映）
- 今ここにある危機とぼくの好感度について（2021年4月、NHK総合）

### ラジオ
- 渡辺貞夫のジャズ番組「ナベサダとジャズ」（ニッポン放送、1969年2月1日 - 1972年6月2日） - 番組のパーソナリティをつとめていた。
- 同「MG5サウンドトリップ 渡辺貞夫のマイ・ディア・ライフ」（エフエム東京、1973年頃） - 上記に同じく番組進行を担当。
- スネークマンショー（ラジオ大阪、1976年 - 後ラジオ関東（現ラジオ日本）ネット放送）、（TBSラジオ、1978年 - ） - 小林克也とパーソナリティをつとめた。
- ラジオ・パラノイア（TOKYO FM、1980年12月26日・1981年5月17日・12月28日）
- 三田寛子の今夜もぶりぶり サウンド・イブ・ミュージック（ニッポン放送、1982年）
- TDK GREATEST SHOW 今夜も伊武雅刀だ!（文化放送）
- JET STREAM（TOKYO FM、2002年10月 - 2009年3月） - 4代目パーソナリティ
- NISSAN STAND UP TOKIO!（J-WAVE）

### CM
- シチズン時計「VEGA」（1984年）[73]
- ヤマハ発動機 「ボクスン」
- 本田技研工業 「オデッセイ」
- 本田技研工業 「ピアンタ」
- カネテツデリカフーズ「生ちくわ」、「おでん種」、「ニューベーシックシリーズ」[注 2]、「好吃（）」[注 3]、企業広告ほか（1986年 - 1990年・1992年。出演・つみきみほ[注 4]）
- 旭光学工業 ESPIO 140
- 日産自動車 『のってカンガルー・日産のお店で!キャンペーン「パフュームカンガルー」編』（2010年7月 - 10月）
- 三菱電機ビルテクノサービス
- SUUMO新築マンション（ナレーション）
- Mazda（顔出し&ナレーター 2011年 - 2012年）
- キリンビール 「一番搾り」
- パナソニック 「アラウーノ」
- 角川書店「ザテレビジョン」

### 代役・後任（声優）
俳優業が活動の主体になってからは、声の仕事（持ち役の再演など）で代役が立てられることがある。ただし、2009年のインタビューにおいて「（オファーが）来たらやりますよ。でもギャラが高いと思われているから（笑）。こないんじゃない？」と語るなど、依頼があれば引き受ける姿勢であることを明かしている。そのほか、『宇宙戦艦ヤマトシリーズ』のデスラーは自身の原点であるという理由もあり基本的には続投している。
なお、リメイクなどで声優が総入れ替えになった作品における声優の交代は、「代役・後任」の趣旨から外れるため、以下の表に記載しない。
| 後任・代役 | キャラクター名           | 概要作品                       | 代役の初担当作品                                   |
| ---------- | ------------------------ | ------------------------------ | -------------------------------------------------- |
| 菅生隆之   | サム・グルーム           | 『警察医サイモン・ロック』     | TBA                                                |
| 大木民夫   | 藤堂平九郎               | 『宇宙戦艦ヤマトシリーズ』     | PS版『さらば宇宙戦艦ヤマト 愛の戦士たち』          |
| 若本規夫   | デスラー                 | 『宇宙戦艦ヤマトシリーズ』     | 『特打ヒーローズ 宇宙戦艦ヤマト タイピング波動砲』 |
| 石塚運昇   | デスラー                 | 『宇宙戦艦ヤマトシリーズ』     | ANA「旅割」CM                                      |
| 高瀬右光   | ルーク・バスケット       | 『刑事コロンボ 白鳥の歌』      | VHS追加収録部分                                    |
| 高瀬右光   | ジョナサン               | 『刑事コロンボ 秒読みの殺人』  | VHS追加収録部分                                    |
| 楠大典     | ジム・ストリート         | 『特別狙撃隊S.W.A.T.』         | DVD追加収録部分                                    |
| 岩川拓吾   | ユリアス                 | 『エアポート'75』※フジテレビ版 | Blu-ray追加収録部分                                |
| 金光宣明   | ウルトラマンジョーニアス | 『ザ☆ウルトラマン』            | 『ウルトラマンフェスティバル2019 ライブステージ』  |

## 音楽
- 飯場の恋の物語（1982年6月21日、作詞：秋山道男、作曲：細野晴臣）
  - カセットテープの「音版 ビックリハウス/逆噴射症候群の巻」に収録されたが、発売当日に回収となり、同曲が別の曲に差し替えられ8月21日に再発売。同曲はいわゆるパロディソングであるが、引用元からのクレーム・同性愛についての歌詞などが当時の発売停止の理由とされている。
- 子供達を責めないで（シングル、1983年8月25日、作曲：H. B. Barnum、原詞：Ivan Reeve、日本語歌詞：秋元康）
  - 原曲はサミー・デイヴィスJr.の同名曲（"Don't blame the children"）で、原曲同様に歌ではなく演説になっている。原曲が「子供達が罪を犯してしまうのは、我々大人達にも原因があるのではないか?」というメッセージソングに対して、「自分も子どもの時代があったにもかかわらず、『子どもは嫌いだ』と叫ぶ姿が一番大人気ない」というパラドキシカルなコミックソングへと変えられている。
  - 秋元康は亀淵昭信から依頼を受け訳詞を行ったが、原詞の直訳ではひねりがないと逆説的な詞にしたという[76]。
  - 歌詞の内容があまりにも刺激的であるため、発売元であるCBS・ソニー（現：ソニー・ミュージックレーベルズ ソニー・ミュージックレコーズレーベル）は、発売前に十代の若者を対象とした試聴会を開き、アンケート調査を行った[77]。その結果、中学生から大きな反応があった[77]。シングルはオリコン最高21位を記録。累計売上は30万枚以上[77]に達した。
  - テレビ番組では『夜のヒットスタジオ』(1983年10月31日放送)および『オレたちひょうきん族』のコーナー「ひょうきんベストテン」にて披露されている。なお、夜ヒットでは詞に加えて一部にアドリブが入っている。
  - 台詞の出だしは、『星雲仮面マシンマン』（日本テレビ系）第1話で、プロフェッサーK（天本英世）の台詞に引用されている。
  - カップリング曲は「パパと踊ろう」。こちらもアンドレ・クラヴォーの「パパと踊ろうよ "Viens Valser avec Papa"」のカバーだが、父と娘の団欒を描いた歌詞に、アナウンサーが喋るニュースの音声を被せる等のアレンジが施され、父親の威厳が失墜している昨今を皮肉った内容になっている。
  - 1983年12月1日には本作のアンサーソングとしてRVC（現：ソニー・ミュージックレーベルズ アリオラジャパンレーベル）から「大人達を責めないで」（作詞：つるまけん、作曲：小林信一、歌：阿陀夢ひろし）が発売された[78]。
- 咲坂と桃内のごきげんいかが 1・2・3（アルバム『スネークマン・ショー』よりシングルカット 1981年、作曲・細野晴臣）
  - 小林克也と共に、「スネークマンショー」内のキャラクターであるアナウンサー・畠山桃内として、ラップや早口言葉、物真似を披露している（デスラーの声も聴くことができる）。その後、2002年に細野と高橋幸宏が結成したスケッチ・ショウが、アルバム「Audio Sponge」でカバーした。
- Mon-jah（アルバム 1983年）
- イブのマンボで1-2-3/何んかちょうだい（シングル 1984年）
- 野球小僧（シングル 1991年）
  - カバー曲。ミズノの野球用品のコマーシャルに使用された。
- 『テオレマ・16のコンポジション』ミラノから東京に活動拠点を移した音楽家岩村学のCDにポエトリーリーディングで参加。
- ラジオヘブン RADIO HEAVEN （CD 1992年 キューン・ソニー、現：ソニー・ミュージックレーベルズ Ki/oon Musicレーベル） 同年放映の「大帝国劇場」との連動。

その他ゲストミュージシャンにドイツ映画音楽界の巨匠ペーター・トーマス（アルバム 2002年）
- フンコロガシは、忙しい。（CD+DVD 2006年）
- 伊武のすべて（「Mon-jah」を含む2枚組ベスト・アルバム。2008年9月17日）